# Gill Robb Wilson
Gill Robb Wilson (18 de setembro de 1892 Clarion, Pensilvânia — 08 de setembro de 1966 (73 anos) Covina, Califórnia), foi um piloto americano, ministro presbiteriano e entusiasta militar. Wilson foi um dos fundadores da Patrulha Aérea Civil.

## Vida pregressa
Wilson nasceu em Clarion County, Pensilvânia, filho do Rev. Gill Irwin Wilson e Amanda E. Robb, em 18 de setembro de 1892.

## Primeira Guerra Mundial
Motivado pelo idealismo juvenil e um profundo senso de responsabilidade, Gill Robb e seu irmão Volney viajaram para a França para ajudar no esforço de guerra dos Aliados. Depois de inicialmente dirigir ambulâncias, ele se tornou membro do "Lafayette Flying Corps" (não da "Escadrille La Fayette"). Seu serviço para os franceses foi com a Escadrille Br. 117. Ele também teria servido com o "163d Aero Squadron".

## O Ministério
Filho de um ministro presbiteriano, Gill Robb Wilson seguiu os passos de seu pai após a Grande Guerra. Frequentou o seminário em Pittsburgh e foi ordenado precursor da atual Igreja Presbiteriana (EUA). Durante sua criação e treinamento para o ministério, Gill Robb adquiriu uma grande habilidade com a palavra falada e escrita. Esse treinamento lhe serviria bem em anos posteriores. Ele foi instalado como pastor da Quarta Igreja Presbiteriana de Trenton, Nova Jersey. Durante este pastorado (em 1927), Gill Robb Wilson foi nomeado Capelão da Legião Americana. Após a morte de sua primeira esposa e segundo filho, ele sofreu a perda de sua voz. Os médicos exigiam silêncio completo para que sua voz tivesse a chance de voltar. Foi neste ponto que ele deixou a liderança da Quarta Igreja Presbiteriana de Trenton, onde havia desfrutado de um ministério frutífero.

## Vida profissional
Com base em sua vasta experiência em aviação e boa reputação em Trenton, Nova Jersey, o Exmo. Gill Robb Wilson tornou-se Diretor de Aeronáutica do Estado de Nova Jersey em 1930. Como tal, ele compartilhou a supervisão do campo de pouso de Lakehurst e participou como membro do Conselho de Inquérito (nomeado pelo Secretário de Comércio dos EUA) relacionado ao acidente do zepelim Hindenburg. Ele viu uma necessidade e imaginou as possibilidades para a aviação na América. Crucial para essas possibilidades era a Patrulha Aérea Civil. Ele promoveu e fomentou esse sonho, tornando-se o primeiro diretor da Patrulha Aérea Civil. Em 1939, ele se tornou o primeiro membro da Associação de Proprietários e Pilotos de Aeronaves (AOPA), que agora é a maior associação de aviação geral do mundo, com aproximadamente 400.000 membros. Ele também atuou como editor da primeira publicação da AOPA. Ele testemunhou o teste da bomba atômica na Ilha de Bikini. É provável que os efeitos deste evento tenham contribuído para a doença que mais tarde levou à sua morte.

## Carreira de escritor
Combinando seu amor pela aviação e habilidade com a caneta, Gill Robb Wilson foi um dos primeiros editores da Flying Magazine. Na Segunda Guerra Mundial, foi correspondente do Herald Tribune. Wilson também foi o autor de um livro de poesia, que incluía algumas peças sobre a aviação da Primeira Guerra Mundial, e o trabalho autobiográfico, I Walked with Giants, Vantage Press, 1968.
Wilson escreveu o prefácio do primeiro livro do popular escritor de aviação Richard Bach, "Stranger to the ground".

## Fatos da família
Gill Robb Wilson era casado com Margaret Perrine e tinha uma filha brilhante e criativa, Margaret Robb Wilson. Sua primeira esposa, Margaret Perrine Wilson, sucumbiu à epidemia de gripe enquanto estava grávida de sua segunda filha. Ele se casou com sua segunda esposa, Mary Josephine Clary, em 28 de abril de 1931 em Parkersburg, West Virginia. Gill Robb Wilson morreu no condado de Los Angeles, Califórnia. Ele é homenageado pela California Wing da CAP California Wing a cada "Memorial Day".

## Legado
- Gill Robb Wilson Award
- Aeroporto regional de Mid-Ohio Valley também conhecido como "Gill Robb Wilson Field"
- Seu legado também continua com sua neta, que é ministra e capelão-mor da Civil Air Patrol